# Hashim al-Atta
Hashim al-Atta (àrab: هاشم العطا, Hāxim al-ʿAṭṭā) (Omdurman, 12 de març de 1936 - Khartum, 23 de juliol de 1971) fou un militar sudanès, d'ideologia comunista.
Era comandant quan va participar en el cop d'estat de Gaafar al-Nimeiry i fou un dels deu membres del Consell de Comandament Revolucionari i viceprimer ministre, però les discrepàncies amb Numeiry va fer que el novembre de 1970 fos separat d'aquest organisme junt al comandant Babiker al-Nur Osman i un altre oficial, Faruk Osman Hamadallah, aquest més nacionalista. El 19 de juliol de 1971 Hashim al-Atta, va donar un cop d'estat i va derrocar a al-Nimeiry al que va arrestar (19 de juliol de 1971). Al-Atta va establir un Consell Revolucionari de set membres sota la presidència de Babiker al-Nur, el qual en aquell moment era a Londres (per tractament mèdic) junt amb Hamadallah que l'havia acompanyat. Al-Atta, que va exercir de facto el poder, va prendre totes les mesures per fer front a un possible contra-cop. El dia 22 va anar a l'aeroport de Khartum per rebre al coronel Osman i a Hamadallah que arribaven en avió sense saber que el seu aparell havia estat interceptat per caces libis i obligat a aterrar a Líbia on els dos militars foren fets presoners. Al-Atta va intentar reunir suport pel seu govern però Egipte va ordenar a les seves tropes estacionades al sud de Khartum d'intervenir; amb aquest ajut soldats fidels a al-Nimeiry es van poder armar i iniciar un contracop; al-Nimeiry va ser alliberat, i després de cruents combats els seus fidels van recuperar el control i al-Atta fou fet presoner. Líbia va entregar el mateix dia a Babiker al-Nur Osman i a Osman Hamadallah i aquests oficials junt amb al-Atta i altres implicats en el cop foren jutjats per una cort marcial en uns minuts i afusellats; tres comunistes civils (el secretari general del Partit Comunista del Sudan Abdel Khaliq Mahgoub, Shafie Ahmad al-Shaykh, secretari general del sindicat comunista, i Joseph U. Garang, ministre d'estat per afers del sud del govern d'al-Numeiry) foren penjats.